# Cephalodella auriculata
Cephalodella auriculata ist eine Art der Gattung Cephalodella aus dem Stamm der Rädertierchen.

## Merkmale
Cephalodella auriculata ist 80–160 µm groß. Der Fuß ist kurz und kräftig. Die kurzen, spitzen Zehen sind um die 22 bis 25 µm lang und in Richtung Bauchseite gewölbt. Auch der Körper ist kurz und kräftig, wobei der Kopf, der ein kleines Rostrum aufweist, breiter als der Rumpf ist. Der Außenpanzer, die ziemlich starre Lorica, ist deutlich ausgeprägt. An den Seiten befinden sich Furchen, die nach vorne hin schmal und zum Hinterende weiter sind.

## Lebensraum und Verbreitung
Die Art ist weltweit verbreitet, so wurde sie in Seen der Signy Island und häufig auf Südgeorgien nachgewiesen, dementsprechend in der Nähe der Antarktis. Sie kommen in Süßwasser und mit Mineralstoffen angereicherten Gewässern vor.

## Lebensweise
Die Art lebt räuberisch.